# 41 Piscium
41 Piscium (d Piscium) é uma estrela na direção da Pisces. Possui uma ascensão reta de 00h 20m 35.86s e uma declinação de +08° 11′ 24.9″. Sua magnitude aparente é igual a 5.38. Considerando sua distância de 395 anos-luz em relação à Terra, sua magnitude absoluta é igual a −0.04. Pertence à classe espectral K3III.